# 愛情イッポン!
『愛情イッポン!』（あいじょういっぽん）は、2004年7月10日から9月18日まで、毎週土曜日の21:00 - 21:54（「Surprise Saturday」枠）に放送された日本テレビ系列のテレビドラマ。

## 概要
松浦亜弥の日本テレビ系連続テレビドラマ初主演作で、松浦がスポーツを題材にしたドラマに主演するのは2003年11月22日に単発放送された『VICTORY!〜フットガールズの青春〜』以来8か月ぶりであるが、連続ドラマでは本作品が初となった。町の柔道道場が舞台で、アテネオリンピックとちょうど放送時期を合わせた。谷亮子がゲスト出演している。
全10回が放送され、初回のみ15分拡大の21:00 - 22:09で放送。8月21日は『24時間テレビ』が放送されたため休止。第7話は、19:00の『THEスペシャル! 鳥人間コンテスト選手権大会』、22:00の『エンタの神様』、23:00の『恋のから騒ぎ』、23:30の『ナイナイサイズ!』、23:55の『スポーツうるぐす』と共に、『ジャンボリースペシャル 長井秀和を見て海外へ行け』として放送した。番組では各番組で長井がキーワードを発表、正解者には抽選で海外旅行が送られた。
平均視聴率は7.0%。

## 出演者
- 夏八木巴：松浦亜弥
- 夏八木正平：中村雅俊
- 住川幸輝：山口智充
- 住川笑美子：戸田恵子
- 望月太郎：海東健
- 轟のぼる：伊藤淳史
- 横山薫子：石川亜沙美
- 山形修一：山崎樹範
- 柴田みりん：サエコ
- 西園寺輝男：荒川良々
- 海老原刑事：石田太郎
- 小松久三：矢沢幸治
- 楠大五郎：積圭祐
- 内村さつき：釈由美子
- 横山武：山下真司
- 成田杉作：船越英一郎
- 夏八木理津子（10年前に死去した母親）：笛吹雅子[1]
- 中山克己

## 制作
- 脚本：楠野一郎、樫田正剛
- 演出：猪股隆一、池田健司、梅沢利之
- プロデューサー：村瀬健、井上由紀
- 音楽：仲西匡
- 主題歌：松浦亜弥「YOUR SONG〜青春宣誓〜」（アップフロントワークス／Zetima）

## サブタイトル
| 第1話                                           | 2004年7月10日 | 涙と笑いの父娘物語強くなりたい…大切なものを守るために! | 12.5% |
| 第2話                                           | 2004年7月17日 | 亡き母が残した最後の贈り物                             | 9.6%  |
| 第3話                                           | 2004年7月24日 | ズブ濡れのTシャツ負けても胸をはれ!                     | 6.3%  |
| 第4話                                           | 2004年7月31日 | お父さんはね、お金ないけど最高なの!                    | 6.4%  |
| 第5話                                           | 2004年8月7日  | さよならお姉ちゃん涙で贈る最後の言葉                   | 4.5%  |
| 第6話                                           | 2004年8月14日 | 恋が始まる…                                            | 5.8%  |
| 第7話                                           | 2004年8月28日 | 汚い大人になりたくない!                                | 8.0%  |
| 第8話                                           | 2004年9月4日  | 涙の一本背負い…高校最後の夏を返してよ!!                | 6.8%  |
| 第9話                                           | 2004年9月11日 | 金メダリスト谷亮子選手がやって来た!                    | 5.1%  |
| 最終話                                          | 2004年9月18日 | 幸せであるように                                       | 5.4%  |
| 平均視聴率 7.2%（ビデオリサーチ調べ・関東地区） |               |                                                        |       |

## DVD
- 愛情イッポン! DVD-BOX （バップ、規格番号：VPBX-12917）（2004年12月22日）